# Andrew Volstead

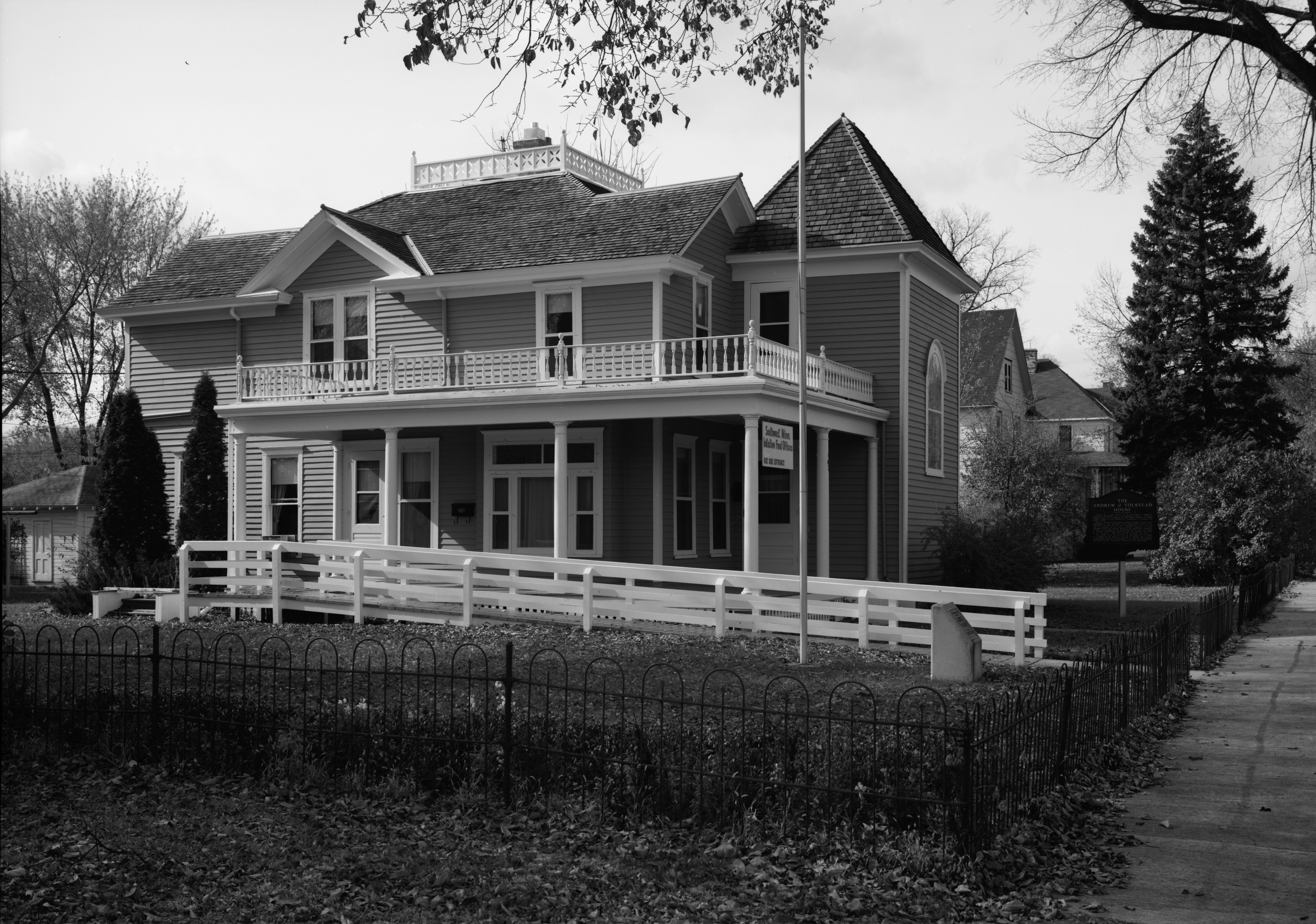
Dom Volsteada w Granite Falls

Andrew John Volstead (ur. 31 października 1860, zm. 20 stycznia 1947) – amerykański polityk, członek Izby Reprezentantów z ramienia Partii Republikańskiej z Minnesoty przez 10 kolejnych kadencji w latach 1903–1923. Jego nazwisko jest ściśle związane z ustawą o prohibicji z roku 1919 (National Prohibition Act), potocznie nazywaną „Ustawą Volsteada” (Volstead Act). Na podstawie przeforsowanego przezeń aktu legislacyjnego wprowadzono w roku 1920 w Stanach Zjednoczonych zakaz produkcji, sprzedaży i posiadania alkoholu w każdej postaci.
Volstead urodził się w Kenyon w stanie Minnesota w rodzinie norweskich imigrantów. Kształcił się na wydziale prawa uczelni St. Olaf College, po czym był adwokatem, a w latach 1900–1902 burmistrzem miejscowości Granite Falls w Minnesocie.
Jako kongresmen pełnił w latach 1919–1923 funkcję przewodniczącego Komisji Sprawiedliwości Izby. Wprawdzie jest często uważany za autora „Ustawy Volsteada”, w rzeczywistości ściśle współpracował z Wayne’em Wheelerem z „Ligi Antysaloonowej”, który wymyślił i dopracował ostateczny kształt ustawy. Volstead, ze swej strony, popierał, nagłaśniał i sponsorował całą akcję, co doprowadziło do sfinalizowania i przegłosowania ustawy, która weszła w życie jako poprawka do Konstytucji. Był również współautorem Ustawy Cappera-Volsteada, pozwalającej rolnikom na łączenie kombajnów w zespoły bez obawy ukarania w myśl przepisów wynikających z Antykartelowej Ustawy Shermana. Ta ustawa obowiązuje do dziś.
Volstead przegrał kampanię wyborczą do Kongresu w roku 1922. Wkrótce potem został zatrudniony w roli radcy prawnego dyrektora Krajowego Biura ds. Wprowadzania w Życie Prohibicji (ang. National Prohibition Enforcement Bureau). Po zniesieniu prohibicji w roku 1933 Volstead wrócił do Granite Falls, gdzie podjął na nowo prywatną praktykę adwokacką i gdzie zmarł w roku 1947. Został pochowany na cmentarzu miejskim w Granite Falls.